# Chambao en privado
Chambao en privado è un album live del gruppo Chambao, pubblicato in CD e DVD.

## Tracce
1. Ahí estás tú
2. Lo verás
3. Mejor me quedo aquí
4. Dibujo en el aire
5. Instinto Humano
6. No te pierdas
7. Playas de Barbate
8. Los muchachos de mi barrio
9. Una de tantas
10. Verde mar
11. Olvidarme de ti